# Johan Jensen (bokser)
 For alternative betydninger, se Johan Jensen. (Se også artikler, som begynder med Johan Jensen)
Johan Holger Jensen (30. december 1898 – 26. november 1983) var en dansk bokser som deltog under Sommer-OL 1920.
Han blev født og døde i Aarhus.
I 1920 blev han elimineret i anden runde i vægtklassen fluevægt under Boksning under Sommer-OL 1920 efter at han tabte en kamp mod den kommende bronzemedaljevinder Gavino Matta.